# 臺灣南部地區選舉地理

中華民國國家發展委員會國土區域離島發展處定義的台灣南部地區範圍。

依據國家發展委員會國土區域離島發展處所擬訂之「台灣地區綜合開發計畫」，台灣南部地區選舉地理包括嘉義縣、嘉義市、台南市、高雄市、屏東縣及澎湖縣等六個縣市。在2000年中華民國總統大選後，中華民國媒體開始提出「北藍南綠」的說法，意指泛綠陣營在臺灣南部地區佔有絕對優勢。

## 概論
臺灣南部地區各直轄市及縣市現階段的藍綠基本盤及選民結構：
| 藍綠偏向       | 直轄市／縣市 | 泛綠 | 泛藍 | 現時直轄市／縣市執政黨（2022年） | 現時區域立法委員（2024年） |
| -------------- | ------------ | ---- | ---- | -------------------------------- | -------------------------- |
| 藍綠勢均力敵   | 澎湖縣       | 49%  | 51%  | 民主進步黨                       | 民主進步黨1席              |
| 泛綠略為領先   | 嘉義市       | 54%  | 46%  | 中國國民黨                       | 民主進步黨1席              |
| 泛綠基本盤極高 | 屏東縣       | 58%  | 42%  | 民主進步黨                       | 民主進步黨2席              |
| 泛綠基本盤極高 | 高雄市       | 57%  | 43%  | 民主進步黨                       | 民主進步黨8席              |
| 泛綠基本盤極高 | 嘉義縣       | 63%  | 37%  | 民主進步黨                       | 民主進步黨2席              |
| 泛綠基本盤極高 | 臺南市       | 61%  | 39%  | 民主進步黨                       | 民主進步黨6席              |

## 嘉義縣

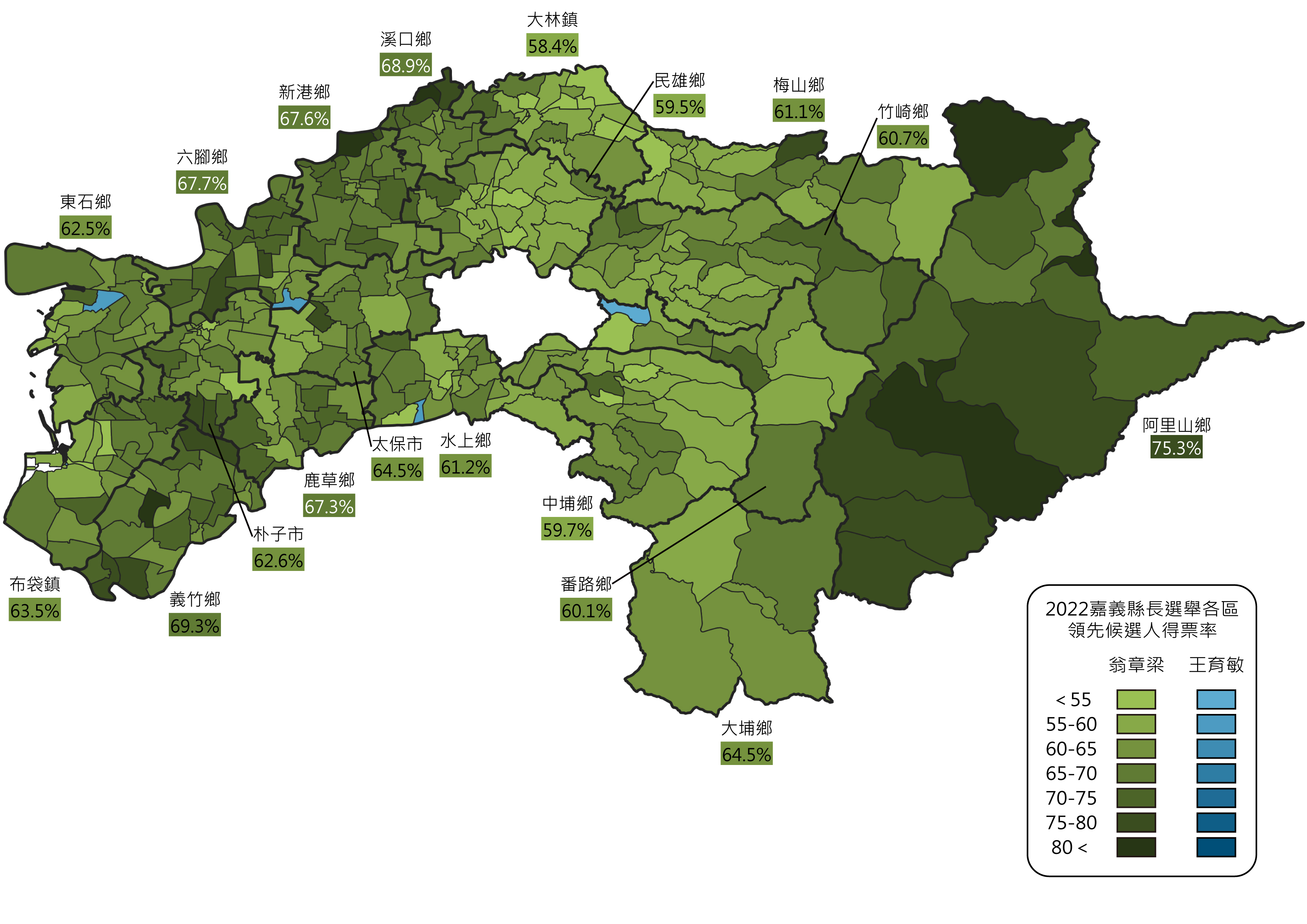
2022嘉義縣長選舉得票分布

| 2022年嘉義縣縣長選舉結果 | 2022年嘉義縣縣長選舉結果 | 2022年嘉義縣縣長選舉結果 | 2022年嘉義縣縣長選舉結果 | 2022年嘉義縣縣長選舉結果 | 2022年嘉義縣縣長選舉結果 | 2022年嘉義縣縣長選舉結果 |
| 號次                     | 候選人                   | 政黨                     | 得票數                   | 得票率                   | 當選標記                 |                          |
| ------------------------ | ------------------------ | ------------------------ | ------------------------ | ------------------------ | ------------------------ | ------------------------ |
| 1                        | 王育敏                   | 中國國民黨               | 101,517                  | 37.15%                   |                          |                          |
| 2                        | 翁章梁                   | 民主進步黨               | 171,777                  | 62.85%                   |                          |                          |
| 選舉人數                 | 選舉人數                 | 選舉人數                 | 422,568                  | 422,568                  | 422,568                  |                          |
| 投票數                   | 投票數                   | 投票數                   | 284,490                  | 284,490                  | 284,490                  |                          |
| 有效票                   | 有效票                   | 有效票                   | 273,294                  | 273,294                  | 273,294                  |                          |
| 無效票                   | 無效票                   | 無效票                   | 11,196                   | 11,196                   | 11,196                   |                          |
| 投票率                   | 投票率                   | 投票率                   | 67.32%                   | 67.32%                   | 67.32%                   |                          |

### 選民結構及政治勢力
嘉義縣位於中華民國中南部的嘉南平原，為國內重要農業產區，古名諸羅。嘉義縣是綠營優勢選區，就選民結構而言，泛綠領先泛藍十幾個百分點左右；就地域而言，藍營在阿里山較有優勢，綠營在平原較有優勢，尤其在溪口擁有絕對優勢，太保、朴子、東石、六腳、新港、義竹、鹿草、竹崎為鐵票倉，嘉義縣地方派系的關係相當複雜，競爭激烈，其中以黃、林兩大派系勢力較為雄厚，當前分屬藍、綠陣營。此外，曾經橫跨嘉義縣市的「蕭家班」則潮起潮落，隨著2001年中華民國立法委員選舉敗選後，已逐漸淡出嘉義縣政壇。就地域而言，海線地區屬黃派地盤，山線地區則屬林派勢力範圍。
雖然嘉義縣過去曾為長期藍色執政的縣市，但在歷史上，反國民黨情結一直存在於本縣。早在台灣戰後時期之初，反國民政府之二二八事件在嘉義縣的戰鬥便極為激烈，且傷亡也十分慘重。本縣亦是獨派意識濃厚的台灣基督長老教會勢力較大的地方之一。而隨著2001年林派轉向泛綠，嘉義縣政治版圖更迅速的綠化。

### 歷年選情
嘉義縣在2000年中華民國總統大選首次政黨輪替以前，除了第二屆縣長李茂松為違紀參選無黨籍外，即長年藍色執政。2001年，林派掌門人、前藍委陳明文，以國民黨長期偏向黃派為由退黨，帶領整個林派加入民進黨，並於該年底當選縣長。而民進黨也藉由結合地方派系，成功的把嘉義縣變為綠地。
1985年中華民國縣市長選舉時，國民黨提名的何嘉榮與黨外推薦的侯海熊競爭，最後何嘉榮以七千票差距當選。在1989年中華民國縣市長選舉中，志在連任的何嘉榮因為在黨內初選落敗而決定脫黨參選，國民黨則提名黃派立委陳適庸，侯海熊則代表甫成立的民進黨，最後由陳適庸勝出。而在選後，何嘉榮也轉而加入民進黨。
在1993年中華民國縣市長選舉中，國民黨開放陳適庸以及黃派領袖、省議員李雅景兩人競選，而民進黨則提名何嘉榮參選。最後在三強鼎立的狀態下，李雅景以十萬多票當選，不過何嘉榮及陳適庸亦分別拿下九萬多票及八萬多票，三人差距不大。在1997年中華民國縣市長選舉中，國民黨提名李雅景爭取連任，民進黨與林派則合推何嘉榮競選，最後李雅景僅以一萬六千多票差距勝出。
然而在2000年中華民國總統大選中，當時仍然由藍色執政的嘉義縣卻倒向陳水扁，陳呂配在本縣的得票率僅次於台南縣，是全國得票率第二高的縣市，且超越長年由黨外人士及綠色執政的宜蘭縣、嘉義市及高雄縣。在2001年中華民國縣市長選舉中，林派掌門人陳明文倒戈泛綠，使嘉義縣首度展開綠色執政。
在2004年中華民國總統大選中，陳水扁在嘉義縣取得了六成三的票數，大幅領先連戰。在2005年中華民國縣市長暨縣市議員選舉中，陳明文囊括六成餘的選票連任。而在同日舉行的縣市議員選舉及2005年中華民國鄉鎮市長選舉中，泛綠取得過半席次，是台灣地方政治史上特殊例子。
在2008年中華民國立法委員選舉中，國民黨提名的翁重鈞在海線選區當選，而民進黨提名的張花冠則在山線選區當選。在同年的2008年中華民國總統大選中，謝長廷在嘉義縣亦取得了五成四的票數。
而在2009年中華民國縣市長暨縣市議員選舉中，民進黨提名時任立委張花冠以五成六的票數擊敗國民黨提名的翁重鈞。在2010年嘉義縣第二選舉區立法委員缺額補選則由民進黨候選人陳明文以近七成票數當選。
在2012年中華民國總統大選中，蔡英文在嘉義縣以五成九的得票率領先。而在同日舉行的2012年中華民國立法委員選舉中，國民黨提名的翁重鈞在海線選區以不到九百票的微幅差距險勝，而民進黨提名的陳明文則在山線選區以五成五的票數當選。
2014年九合一選舉中，民進黨提名時任縣長張花冠競選連任，而國民黨則提名捲土重來的時任海線立委翁重鈞。選舉結果由張花冠以六成三的得票率當選，也為民進黨在嘉義縣的得票率再創新高。
在2016年中華民國總統大選，由英仁配以六成五的票數領先，朱玄配得票率二成三，而宋瑩配亦有一成一的票數。而在同日舉行的立委選舉，民進黨提名的候選人在嘉義縣境內的兩個選區均成功當選。
在2021年四大公投中，泛綠所主張的不同意，大勝泛藍所主張的同意24個百分比。(四項平均)
2022年九合一選舉中，嘉義縣長翁章梁順利連任，而翁章梁本人在此次九合一大選中結合與嘉義縣兩席民進黨立委，由前縣長陳明文帶頭結成「國嘉隊」，陳明文口中聲稱「終結派系政治」，實際上是陳明文結合了自身的林派、立委蔡易餘祖父蔡長銘的蔡派，以及部份綠營人士，陳明文是背後的大家長，排擠反陳的民進黨派系，這與陳明文在2001年從國民黨跳糟到民進黨參選嘉義縣長時提出的「終結派系，清流共治」背道而馳。。故反陳明文勢力以「打破(陳)明文規定」作為選舉口號，例如前省諮議員黃文峯、議員黃榮利、黃嫈珺的「黃家班」被「國嘉隊」排擠，亦替「非國嘉隊」人士站台。 
「國嘉隊」在本次九合一選舉嘉義縣鄉鎮市首長16人參選僅10人當選，未能達成全員當選的目標，嘉義縣議員22人參選17人當選。激戰選區太保市、朴子市、義竹鄉、民雄鄉及番路鄉等鄉鎮市長則由「非國嘉隊」候選人當選，其中國民黨的林于玲當選民雄鄉長，義竹鄉長黃政傑得到國民黨支持而當選，太保市及朴子市長皆由「黃家班」奪得。「國嘉隊」在朴子市得票率更僅有37.28%而大敗；國嘉隊在海區鄉鎮市長得票率約51.5%，與3年前立委蔡易餘的57.55%高得票率相比，明顯出現衰退。 而選後「國嘉隊」與「黃家班」在民進黨內的內鬥卻一直未能停止，甚至賴清德到嘉義縣辦坐談會時更公然爭執起來。

## 嘉義市

2022嘉義市市長選舉得票分布

2022年嘉義市議員選舉席次分布。

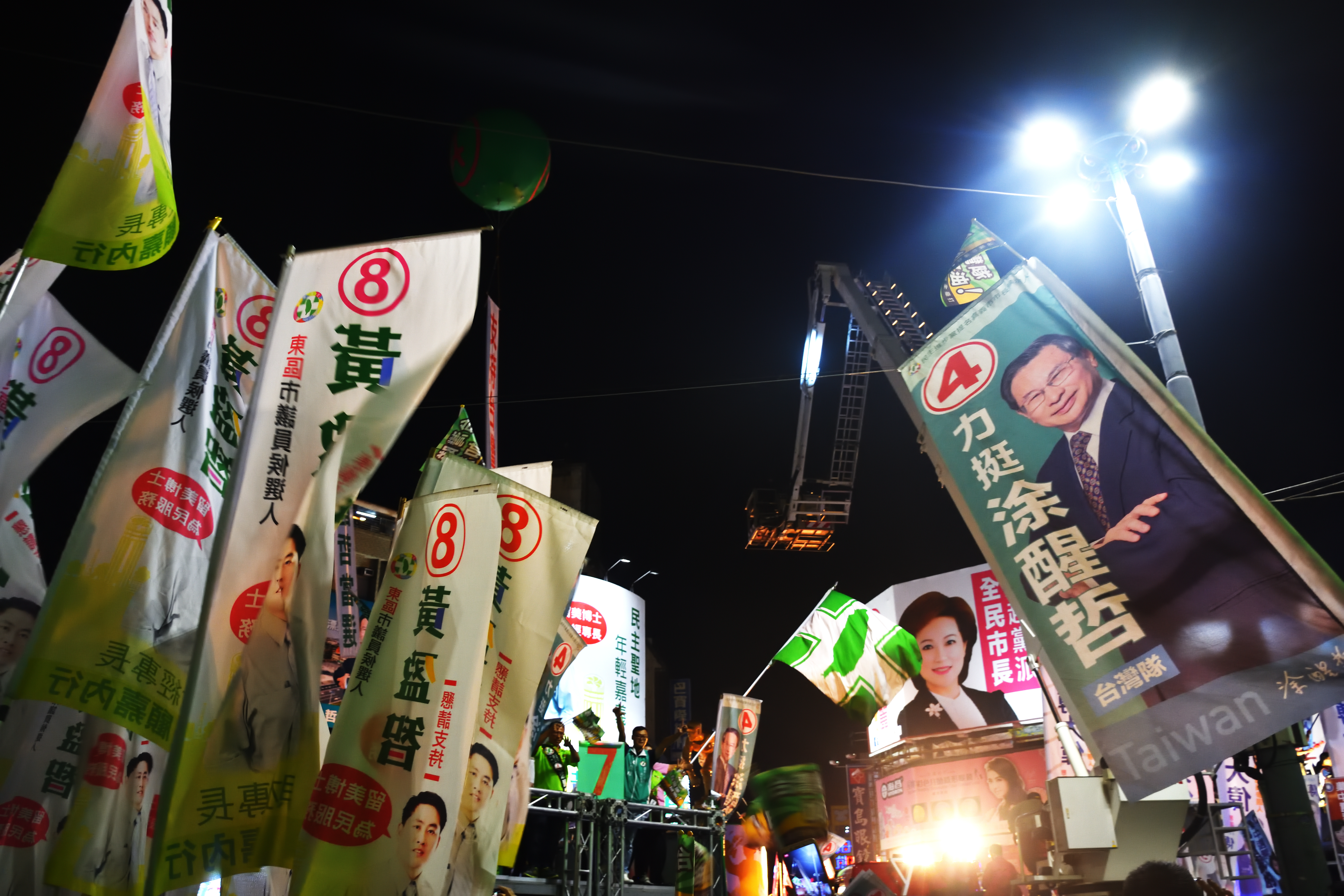
2018年嘉義市九合一選舉選前之夜圓環蕭淑麗、黃敏惠、涂醒哲「三跤㧣大捙拚」。

### 選民結構
嘉義市位於中華民國中南部的嘉南平原，是台灣歷史上開發較早的諸羅城，因舊時城區形狀又名桃城，更因市內畫家輩出，美名畫都，本市為全國不臨海的縣市之一。戰後嘉義市政治生態十分特殊，黨外地方派系「許家班」長期盤踞，在省轄市年代，即使是在中華民國一黨獨大的國民黨連換九任地方黨部主委依舊無法執政。在戒嚴時代，嘉義市卻出現較支持黨外的情況，因此被稱為「民主聖地」（pp. 75）。此外，本市升格為省轄市後，1～8、第10屆市長皆由女性擔任，在政壇相當特殊。
2005年後，隨著「許家班」與泛綠決裂、眷村改建等因素，藍綠已呈現五五波（東藍西綠）的態勢，但近期呈現泛綠領先泛藍約五個百分點。就行政區而言，泛綠票源在西區較為穩定，泛藍則因眷村集中於東區則較為集中。

### 政治勢力
「許家班」
「許家班」的創始人為許世賢，1908年生於台南，1933年與嘉義張進通醫師結婚。二戰後國民政府初期，許曾加入國民黨並參與1950年－1951年中華民國縣市長選舉但落選，在首屆省議員任內因質詢內容不被黨內接受，遭到開除黨籍，而後成為黨外運動要角，在省議會與李萬居、吳三連、郭雨新、李源棧、郭國基等並稱「五龍一鳳」:30-31。
許世賢由於無黨派，清廉勤政，被嘉義市民譽為「嘉義媽祖婆」:92，參選省議員、立委、縣轄市長皆獲勝。1982年，嘉義市恢復為省轄市，許世賢成為首位女性省轄市長，而「許家班」影響力也從嘉義縣漸漸淡出，深植嘉義市:35。
1983年，許世賢因肝硬化病逝，女兒張博雅、張文英接續香火。張博雅除在地方擔任三屆市長、一屆立委外，曾進入李登輝政府擔任中華民國衛生署署長，任內推動健保；扁政府主政時期則擔任中華民國內政部部長兼台灣省主席；馬政府主政時期擔任監察院長、中選會主委。張文英則擔任二屆市長與國代、國策顧問等職:35-38。
2001年，許家班推出代理人陳麗貞參選市長並順利當選，陳認為民主政治時機成熟、而許家班過去黨外時期與泛綠理念相近，之後加入泛綠。在2002年考試院正副院長時，陳水扁提名張博雅擔任考試院副院長，卻因張博雅與藍委暗通，引起台聯立委不滿而跑票未過，反而姚嘉文獲得通過。而在2005年縣市長選舉期間，蔡啟芳又揚言消滅許家班。最後許家班與泛綠決裂，泛藍黃敏惠當選使升格後的嘉義市首度出現藍天:35-38。
「許家班」並無嚴密組織，但由於受過許家恩惠的人眾多，加上其長期執政得以分配資源的優勢，使得許家班在選舉動員上具有強大實力:75-76。
「蕭家班」
過去曾經橫跨嘉義縣市的「蕭家班」，長期與泛藍維持合作關係，亦曾同時掌握嘉義市議會龍頭。 
泛藍 
因二二八事件在地方造成重大傷亡，泛藍在嘉義市遭到民眾排斥。在歷次大選中，僅有蕭萬長因形象牌優勢，才在1995年中華民國立法委員選舉中獲勝。其他選舉只要對上「許家班」人馬，屢戰屢敗。然而，在省議會的選舉上，黃永欽因為地方服務受到好評，在大環境不利泛藍的情況下，卻在第六至十屆的省議員選舉中皆能當選，經營二十餘年，基層實力雄厚。黃永欽晚年身體狀況不佳，其女兒黃敏惠遂棄教從政，自1998年起在第四至六屆立委選舉中皆勝出，並於2005年替泛藍贏得執政權:{{{1}}}。
泛綠
泛綠在嘉義市主要來自早期黨外勢力的轉型，但因為許家班堅持無黨派，在無其他黨外重量級領袖帶動下，成長遲緩、甚至內鬨不斷的泛綠，通常自願支持許家班。不過，也有像張榮藏與張文英競逐市長、官文雄發動議會罷審預算等衝突事件。在1994年中華民國省市長暨省市議員選舉中，蔡鴻章因些微差距敗給黃永欽引發作票爭議，更使張文英與泛綠關係跌落谷底。2005年市長選舉中，陳麗貞脫離許家班，以泛綠身份參選，卻因為張博雅在最後關頭態度轉變，敗給對手:60-62。

### 歷年選情
自1982年升格為省轄市以來，嘉義市曾經連續二十多年由著名女醫師、黨外人士許世賢以及她的兩個女兒，前衛生署長張博雅和張文英執政，被視為台灣著名的政治世家之一。。1997年中華民國縣市長選舉時，張博雅辭去衛生署長一職回嘉義市參選並成功當選。2000年中華民國總統大選中，張博雅表態支持民進黨候選人陳水扁，故陳當選後力邀她出任中華民國內政部部長兼台灣省主席，張則將未做完的市長空缺託付給當時的副市長陳麗貞。
2001年中華民國縣市長選舉時，國民黨提名江清馦，民進黨提名黃正男，「許家班」支持的陳麗貞則以無黨派的名義出征。而陳氏並邀請陳水扁的「師傅」、帶有濃厚獨派色彩的台大榮譽教授李鴻禧之子李俊俋擔任副市長。因陳與黃的支持者有高度重疊之嫌，當時的總統陳水扁決定「棄黃保陳」，故選舉過程中有些衝突，但陳麗貞仍順利當選市長。陳麗貞亦在選後，於2003年初加入民進黨。而張博雅在2002年內閣改組時被換下，在立法院行使考試院正副院長同意權時，因綠委跑票未獲通過，因而與扁政府漸行漸遠。
在2004年中華民國總統大選中，陳水扁在嘉義市取得了五成六的票數，大幅領先連戰。2005年中華民國縣市長暨縣市議員選舉時，民進黨提名陳麗貞競選連任，而國民黨則推出時任立委黃敏惠參選。在選戰之初，各方皆看好「許家班」、泛綠及獨派支持的陳麗貞能順利連任。但最終，由於扁政府弊案連連，且在選前兩天張博雅指時任綠委蔡啟芳公開揚言要消滅許家班，所以宣佈不支持陳麗貞，以致許家班票源倒流，陳麗貞也因此以一萬多票之差落選。而國民黨則因「許家班」票源支持，得以在黨外主政二十三年、有「民主聖地」之稱的嘉義市執政。而在2006年嘉義市立委補選中，國民黨候選人江義雄以三千票之差險勝民進黨候選人陳麗貞。
2008年中華民國立法委員選舉中，國民黨在嘉義市提名江義雄競選連任，民進黨提名莊和子，而凌子楚則代表台聯參選。最後因為泛綠分裂，而導致江義雄當選，但泛綠總得票率卻仍然過半。在同年的2008年中華民國總統大選中，謝長廷在嘉義市小幅落後馬英九約七千票。而在2009年中華民國縣市長暨縣市議員選舉中，尋求連任的黃敏惠以不到九千多票的差距擊敗民進黨候選人涂醒哲。
在2012年中華民國總統大選中，蔡英文在嘉義市以過半得票率領先。而在同日舉行的2012年中華民國立法委員選舉中，民進黨提名的李俊俋以四百多票的微幅差距險勝時任國民黨立委江義雄。
在2014年九合一選舉中，民進黨提名捲土重來的涂醒哲，國民黨則提名時任青輔會主委陳以真。而蕭家班的蕭淑麗曾宣布參選，唯最後被國民黨勸退，也使選情逆轉，陳以真民調一度穩定領先。然而馬政府執政不佳，凃陣營在重要關頭打出「投給陳以真就是支持國民黨」的文宣，使陳以真進退失據，也使選舉結果最終由涂醒哲以五成一的得票當選，結束嘉義市的藍天。涂醒哲也因此成為33年來嘉義市首位男性市長。
民主進步黨在嘉義市歷年最高得票率則在2016年中華民國總統選舉，由英仁配以六成的票數領先，朱玄配得票率二成八，而宋瑩配亦有一成二的票數。而在同日舉行的立委選舉，民進黨的李俊俋以五成四的票數當選連任。
在2018年九合一選舉中，民進黨提名爭取連任的涂醒哲，國民黨則提名曾擔任兩任市長的前代主席黃敏惠參選，結果成功當選，國民黨重返執政。
在2021年四大公投中，泛綠所主張的不同意，約勝泛藍所主張的同意11個百分比。(四項平均)

## 台南市

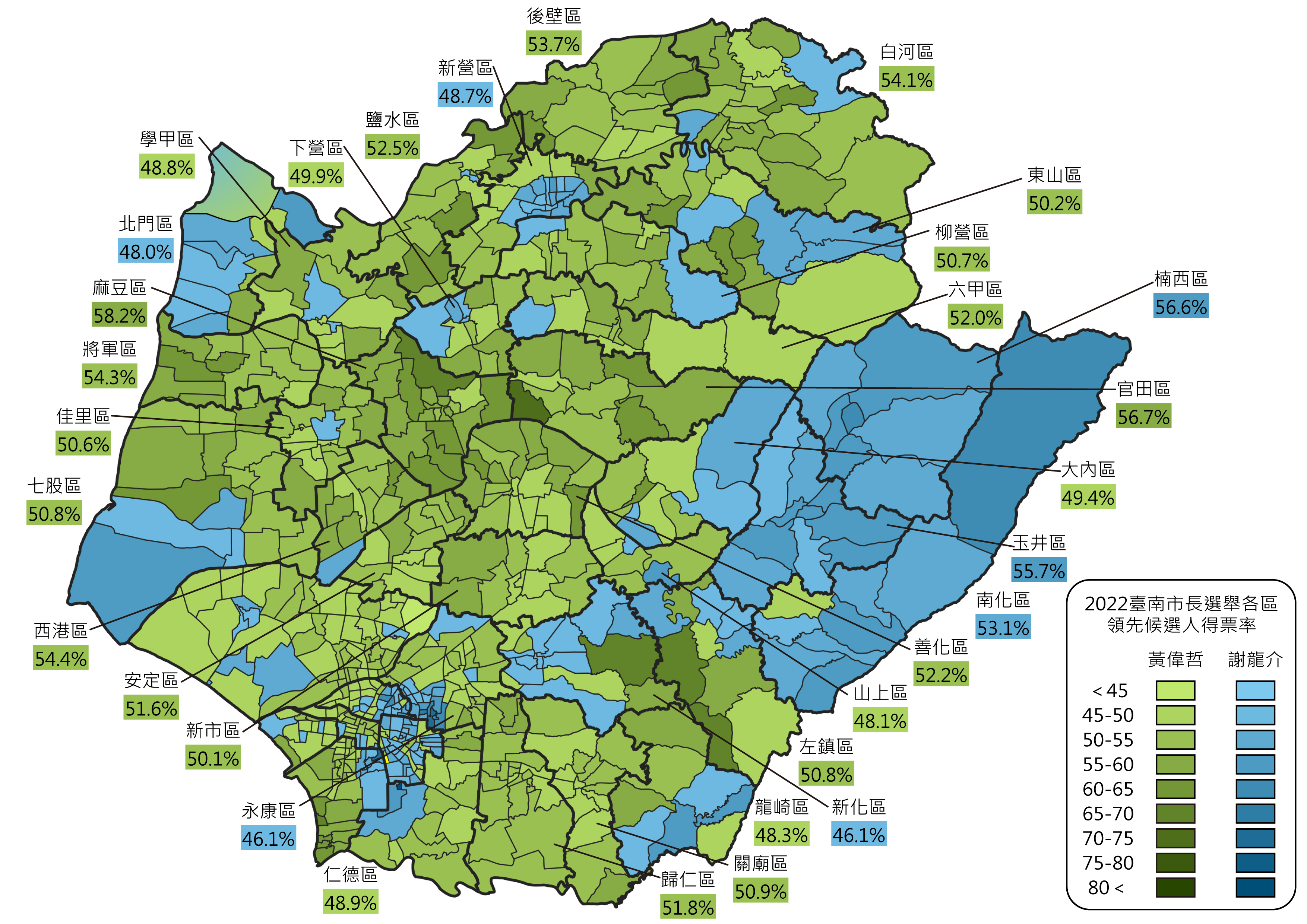
2022台南市長選舉得票分布

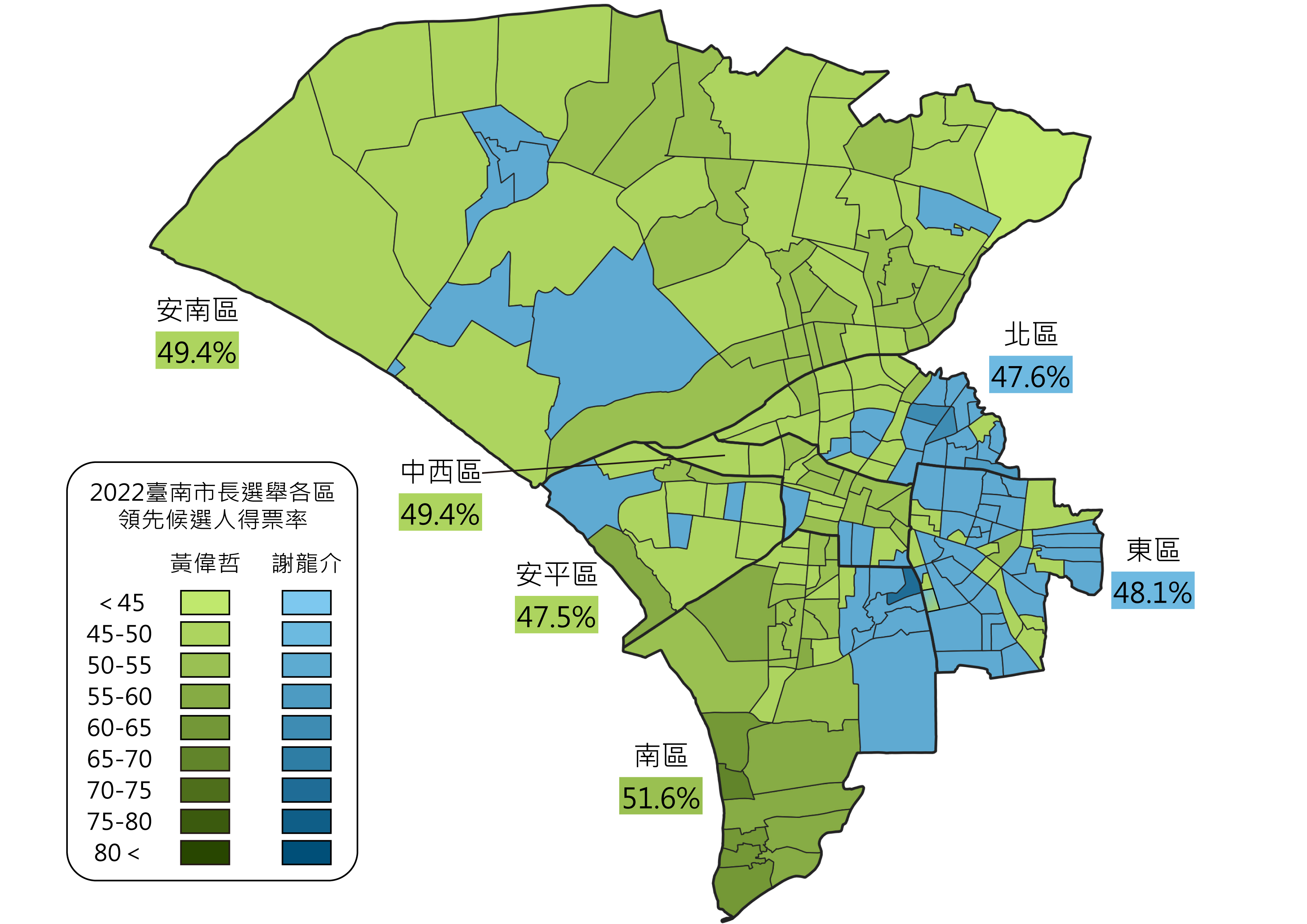
2022台南市長選舉得票分布（舊台南市部分）

### 選民結構及政治勢力
台南市位於中華民國南部的嘉南平原，是一座文化古都，有府城之別稱，由原台灣省下轄之台南縣及原台南市於2010年底合併改制而成。台南為台灣歷史上最早開發建立的城市，在19世紀中葉以前為全島的政經中心，近代則為南部都會帶的核心城市之一，亦是南台灣的文化、教育中樞。本市是綠營票倉，過去綠藍基本盤為六比四，但近期已呈現泛綠佔有更大優勢的情況。就地域而言，綠營在全市皆有優勢，尤其在學甲、將軍、七股、西港、麻豆、官田擁有絕對優勢，白河、東山、後壁、柳營、鹽水、北門、佳里、下營 、六甲、大內、安定、善化、新市、山上、左鎮、仁德、歸仁、關廟、龍崎、安南、南區為綠營鐵票倉，南化、玉井、東區藍綠勢均力敵，楠西為藍營優勢區。
原台南縣
在2010年中華民國縣市改制直轄市前，台南縣的地方派系主要依據地域，分為海派、山派。海派以日治時期北門郡地區出身者為主，代表人物為黨外人士吳三連、首任縣長高文瑞及首任議長陳華宗等人。而山派則是以國民黨主委胡龍寶等人為代表，受泛藍介入較深。而自脫離山派的高育仁當選縣長後，又自成一派系成為高派。
台南縣在1990年代以前，由於黨國威權的時代背景，多由泛藍派系輪流掌政。然而隨著反對勢力抬頭，自1993年中華民國縣市長選舉由泛綠的陳唐山當選縣長以來，台南縣便由藍翻綠，直至2010年中華民國縣市改制直轄市皆為綠色執政。
原台南市
原台南市的政治生態，主要由早期國民黨與黨外勢力的競爭，轉為解嚴後藍綠兩陣營的抗衡。原台南市在1990年代以前，即長年由黨外人士及泛藍輪流主政，反映了府城鮮明的反對意識。本市在戒嚴時代，甚至是全國產生最多屆黨外民選首長的縣市。而自1997年泛綠的張燦鍙當選市長起，台南市亦一直綠色執政至2010年中華民國縣市改制直轄市之後。

### 歷年選情

#### 省轄時期：台南縣
在1950年實施地方自治後，台南縣因為處於黨國戒嚴時代，連續多屆由國民黨地方派系執政。在1985年中華民國縣市長選舉中，黨外推出時任台北市議員、後來成為中華民國總統的陳水扁也回鄉參選縣長，由於準備時間並未充促，被國民黨以眷村票挹注海派候選人李雅樵而當選。更由於謝票時陳水扁夫人吳淑珍的車禍造成其半身不遂，亦成為陳從政路上挫敗之一，然而亦結下同為泛藍的山派不滿，也使得南縣選民對黨外有補償心態，奠定日後「綠色執政」基礎。在1989年中華民國縣市長選舉中，民進黨提名李宗藩參選，遭國民黨提名的李雅樵擊敗，然而在開票過程中原本李宗藩領先，卻因停電結果造成李雅樵當選，引起作票爭議，導致部分縣民在謝錦川等人帶領下包圍縣府並阻斷中山高交通抗議。
在1993年中華民國縣市長選舉中，民進黨提名海外獨派人士、美國普渡大學地球物理學博士陳唐山參選，對上國民黨提名的省議員黃秀孟，時任總統李登輝更親上火線，發出如果黃氏不能當選「我就切腹自殺」的訴求為黃氏背書。最後陳唐山仍以五成四的選票擊敗黃秀孟，台南縣開啟綠色執政。在1997年中華民國縣市長選舉中，陳唐山以十五萬七千多票的優勢擊敗時任藍委洪玉欽，連任縣長。陳水扁於2000年當選總統後，一度想延攬陳唐山為國科會主委，但因代理縣長一事上擺不平而作罷，2001年陳氏任滿轉選立委，2001年中華民國縣市長選舉則由民進黨提名的蘇煥智以三萬七千多票擊敗國民黨提名的時任台北市教育局局長吳清基。
在2004年中華民國總統大選中，陳水扁在台南縣取得了六成五的票數，在故鄉大幅領先連宋近二十萬票。而在2005年中華民國縣市長暨縣市議員選舉中，雖然在競選過程中不斷傳出蘇煥智不得人心等傳言，但最後蘇煥智仍然以一萬七千票的微幅差距險勝國民黨參選人郭添財，保住這個南部農業大縣的綠地。在2008年中華民國立法委員選舉中，民進黨提名的候選人在台南縣境內的三個選區均成功當選。而在同年的2008年中華民國總統大選中，謝長廷在台南縣取得了五成六的票數，是此次大選中民進黨在全國得票率最高的縣市。

#### 省轄時期：原台南市
相較於台南縣在1993年才由藍翻綠，原台南市早在1950年－1951年中華民國縣市長選舉中，便有黨外人士葉廷珪當選市長的案例。雖然葉廷珪曾經一度加入國民黨，但在退黨後並再度以黨外身份當選第三屆及第五屆市長。此外，蘇南成亦曾以自由人士身份在1977年中華民國縣市長選舉及1981年中華民國縣市長選舉中，兩度凝聚黨外票源擊敗國民黨。就地域而言，解嚴前以中區、西區偏向黨外候選人；東區則因軍公票源較多，偏向國民黨。至於安南區則因早年國民黨候選人與安南區淵源較深，成為國民黨票倉。唯民進黨成立後，已在安南區取得優勢。
而在1997年中華民國縣市長選舉中，民進黨提名的張燦鍙則在藍綠雙方皆處於分裂的狀態下勝出。在2001年中華民國縣市長選舉中，志在連任的張燦鍙因遭檢方起訴，導致張燦鍙未獲民進黨提名而決定脫黨參選。民進黨則提名前一屆堅持參選台南市長而曾脫黨的許添財，國民黨方面則提名陳榮盛。最後由許添財以四成三票數獲勝。
在2004年中華民國總統大選中，陳水扁在台南市取得了五成八的票數大幅領先連戰。而在2005年中華民國縣市長暨縣市議員選舉中，許添財第三次對上陳榮盛，而同時台聯也提名錢林慧君參選，導致泛綠再次出現了分裂的情形。此次選情格外激烈，許添財僅領先陳榮盛一萬四千票，不過最後仍然連任成功。在2008年中華民國立法委員選舉中，民進黨提名的候選人在台南市境內的兩個選區均成功當選。但在同年的2008年中華民國總統大選中，謝長廷的票數卻小幅落後馬英九。

#### 直轄市時期
在2010年中華民國直轄市市長暨市議員選舉中，民進黨提名時任立委、後成為中華民國總統的賴清德以六成的票數勝出，並且在大台南市轄三十七區中全數獲勝。而在同日舉行的大台南市議員選舉中，民進黨贏得二十七席，國民黨拿十三席，而其餘十七席則由無黨派人士取得。2011年臺南市第四選舉區立法委員缺額補選則由民進黨候選人許添財以六成餘的票數當選。
在2012年中華民國總統大選中，蔡英文在台南市以五成八的得票率領先。而在同日舉行的2012年中華民國立法委員選舉中，民進黨提名的候選人在台南市境內的五個選區均成功當選。
2014年九合一選舉中，民進黨提名時任市長賴清德競選連任、國民黨則徵招台南大學校長黃秀霜參選。選舉結果賴清德以71萬餘票、七成三的得票率成功連任。也為民進黨在台南的得票率與得票數再創新高。
在2016年中華民國總統大選，英仁配在臺南市以六成八的票數領先，朱玄配得票率兩成二，而宋瑩配亦有一成的票數。而在同日舉行的立委選舉，民進黨提名的候選人在臺南市境內的五個選區均成功當選。
2018年九合一選舉中，民進黨提名時任立委黃偉哲出馬，國民黨提名世新大學副教授高思博參選，無黨籍則有曾任台灣團結聯盟立委的許忠信、退出民進黨的前台南縣長蘇煥智、時任龍崎區牛埔里里長陳永和及伍彩集團創辦人兼總裁林義豐四人參選。由於黃偉哲深陷大創案疑雲，加上中央執政不佳，以及多位泛綠背景的無黨籍人士吸走部分票源，最終只以三成八的得票率勝出，創下民主進步黨在台南市27年得票率最低紀錄，也是2008年總統大選以來藍綠在台南市最接近紀錄。對比上屆藍營一個行政區未得的慘敗，高思博本次獲得三成二的票數，在新營區、永康區、安平區、東區、北區等區域均取得領先，時任龍崎區牛埔里里長的陳永和在不被看好的情況下意外拿下一成二的選票，還在本陣龍崎區取得領先，反而選前聲勢不低的林義豐只拿到百分之八的選票。
在2020年中華民國總統選舉中，蔡英文在臺南市以超過六成七的得票率領先，亦為蔡英文在全國得票率最高的縣市。而在同日舉行的2020年中華民國立法委員選舉中，民進黨在六個選區均成功當選。
在2021年四大公投中，泛綠所主張的不同意，大勝泛藍所主張的同意26個百分比。(四項平均)
在2022年中華民國直轄市長及縣市長選舉中，民進黨黃偉哲以43萬票連任，國民黨謝龍介在部分區領先。

## 高雄市

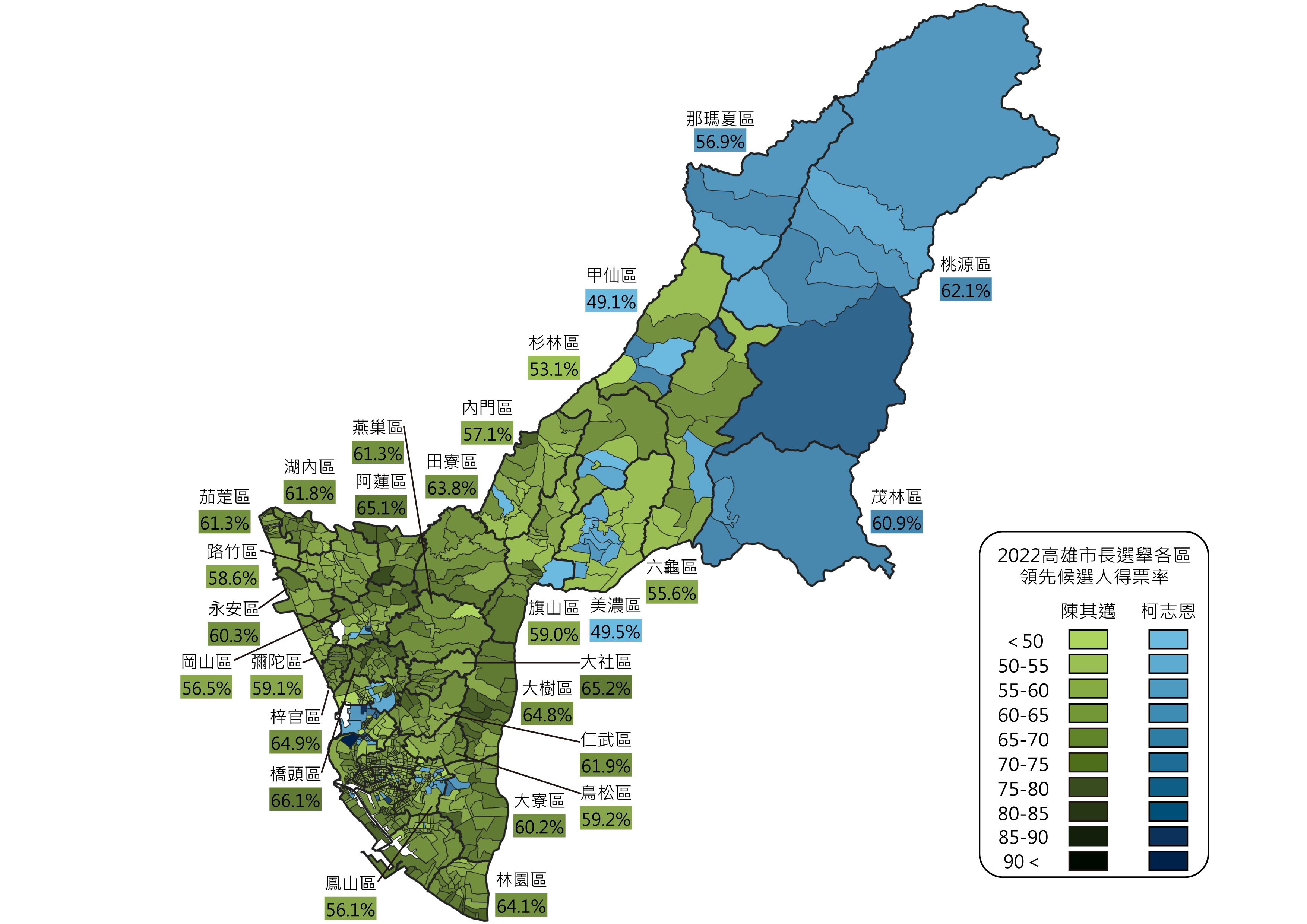
2022高雄市長選舉得票分布

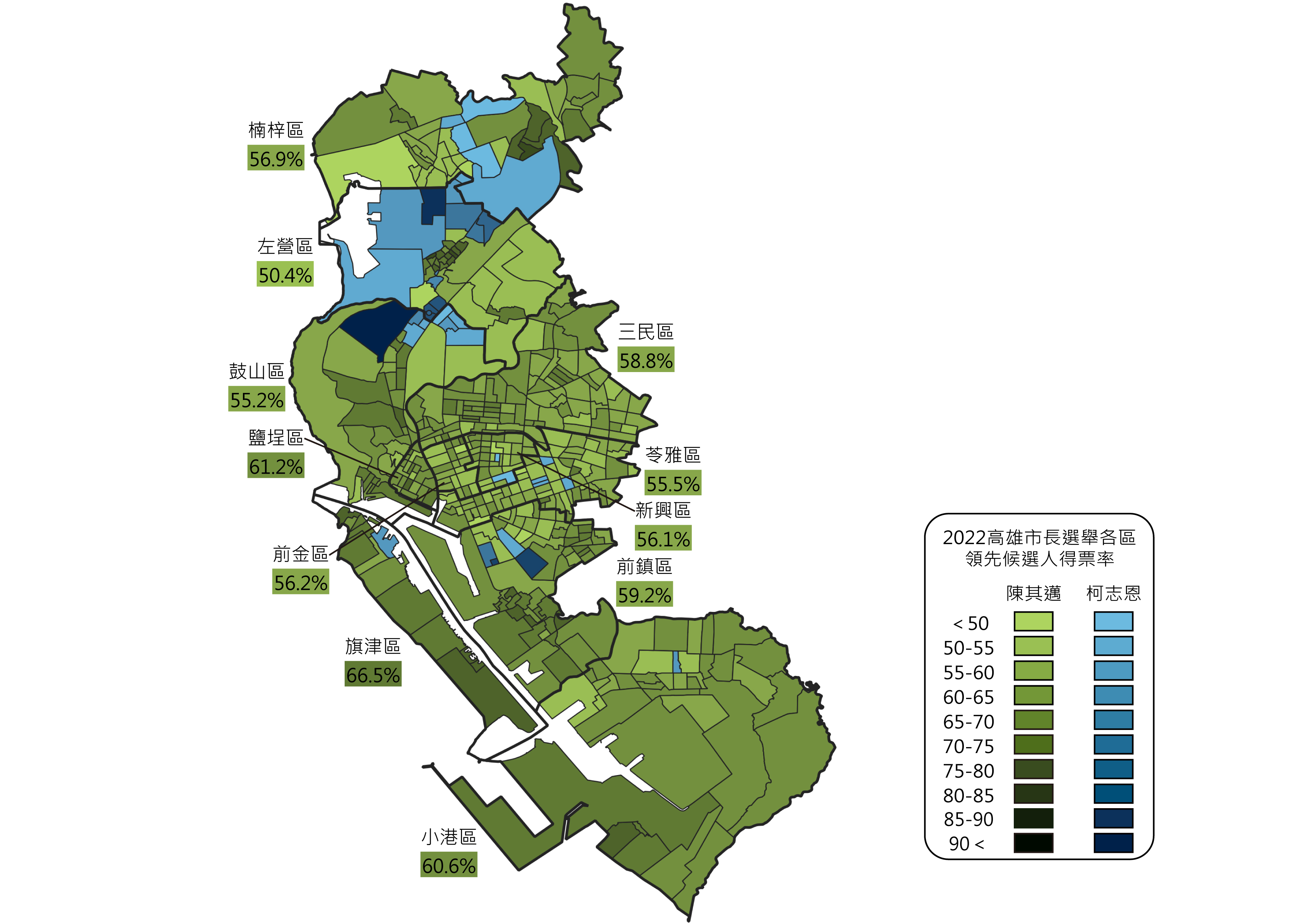
2022高雄市長選舉得票分布（舊高雄市部分）

### 選民結構及政治勢力
高雄市是台灣南部的政治、經濟和交通中樞，具有世界著名港口高雄港，故有「港都」之別稱，由原直轄市原高雄市及台灣省下轄之高雄縣於2010年底合併改制而成。高雄是綠營票倉，選民結構呈現綠大藍小，綠藍基本盤大約為六比四左右，近期泛綠優勢在縣市合併後更加明顯。傳統上，藍營優勢票源主要集中於原高雄市北區的鼓山、楠梓、左營、高雄縣美濃、甲仙、那瑪夏、桃源、茂林，惟鼓山、楠梓及左營因大量人口移入導致居民結構變化，現楠梓、鼓山為綠營優勢區、左營為藍營優勢區，其餘地區則皆是綠營優勢區，鹽埕、旗津、小港、湖內、茄萣、阿蓮、田寮、梓官、橋頭、燕巢、大社 、仁武、大樹、大寮、林園、旗山為綠營鐵票倉。
原高雄市
在原高雄縣市合併改制前，原高雄市已綠色執政連續十二年，藍綠雖差距甚小，但泛綠始終多於泛藍。早期由同鄉會、眷村及當地三大家族勢力主導，惟隨著民主政治的發展，本市傳統地方派系也漸漸式微，轉由政黨、理念主導當地選舉。
原高雄縣
原高雄縣的地方生態則相當複雜，由傾向泛藍的紅、白兩派，及屬黨外及泛綠的黑派，三足鼎立。過去紅派曾長期掌握本縣農田水利會，白派則主掌本縣的農會系統。就地域而言，旗山地區屬紅派地盤，岡山地區屬白派勢力範圍，而鳳山則是黑派經營較深的地區。在縣市合併改制前，本縣已由黨外人士及綠色執政連續二十五年，是泛綠執政穩定的根據地。自各鄉鎮版圖結構論之，美濃、桃源、那瑪夏、茂林、甲仙屬藍營優勢選區，其餘大致均為綠營優勢選區。

### 歷年選情

#### 省轄時期：原高雄縣
高雄縣在1980年代以前，即長年由國民黨紅白兩派、及黨外黑派輪流主政。在1985年中華民國縣市長選舉中，當時仍為黨外人士的余陳月瑛當選縣長，並開啟了高雄縣至2010年中華民國縣市改制直轄市之後，黨外至民進黨一脈相承的「綠色執政」。
在1960年中華民國縣市長選舉中，黑派掌門人、黨外人士余登發高票當選，高雄縣也首次由黨外人士執政。而余登發所創立的「余家班」也長期傾向民進黨，家族成員亦曾多次當選高雄縣長。在1977年中華民國縣市長選舉，余登發的女婿黃友仁以無黨派身份參選，成功的成為高雄縣第二位黨外縣長。然而，在1981年中華民國縣市長選舉中，國民黨提名的蔡明耀在激烈的競選過程中，以三千票的微幅差距險勝余登發的兒媳余陳月瑛。
在1985年中華民國縣市長選舉中，黨外人士余陳月瑛再度與蔡明耀同台角逐高雄縣長。 由於蔡明耀在1984年高雄縣主辦的台灣區運會開幕式中爆發出自己以公帑主辦運動會又非以運動員身份跑來點燃聖火，前後登場三次為自己宣傳的爭議行為，成為選舉致命傷。最後，余陳月瑛以三萬票的差距當選。在1989年中華民國縣市長選舉中，余陳月瑛代表甫成立的民進黨參選，並順利連任。余陳月瑛的長子余政憲則分別在1993年中華民國縣市長選舉及1997年中華民國縣市長選舉中，代表民進黨當選兩任高雄縣長。
而在2001年中華民國縣市長選舉中，民進黨提名的楊秋興則以五成五的票數當選。2004年中華民國總統大選中，陳水扁在高雄縣取得了五成八的票數，大幅領先連戰。在2005年中華民國縣市長選舉時，楊秋興以五成九的票數擊敗國民黨提名的林益世，成功連任縣長。不過在2008年中華民國立法委員選舉中，高雄縣四席區域立委中，國民黨贏得三席，民進黨一席。而在同年的2008年中華民國總統大選中，謝長廷在高雄縣取得了五成一的票數。

#### 省轄時期：原高雄市
在1951年至1979年期間，原高雄市省轄時期的八屆市長選舉中，除了第六屆由民社黨的楊金虎勝出外，其餘七屆皆由國民黨當選。在1950年代地方自治實施初期，市府分別由澎湖及台南同鄉會勢力掌握。1960年代起，則轉為國民黨支持的本地陳氏、王氏家族，及黨外勢力的競爭。

#### 直轄市時期（原高雄市「高雄縣市合併前」）
在1979年至1994年期間，由於高雄市被改制成為直屬中央政府的院轄市，故高雄市長由中央官派。此外，在1979年7月，當時隸屬於高雄縣的小港鄉劃歸高雄市轄區。
在1994年中華民國省長暨省議員與直轄市市長暨市議員選舉中，國民黨提名的時任官派市長吳敦義對上時任綠委張俊雄以及新黨的湯阿根。由於吳敦義當時在高雄市已有四年半的苦心經營，形象清新，並且獲得國民黨高雄市地方派系全力支援，因此吳敦義最終以五成四的得票率當選。
但在1998年中華民國直轄市市長暨市議員選舉中，由於吳敦義主政八年來並無太多突出的政績，重大建設承諾也幾乎沒有兌現，再加上在選舉關鍵時刻以簡單的「好人、壞人」的口號攻擊對手，引起不少選民的反彈，導致民進黨提名的謝長廷最終以四千五百多票微幅差距，擊敗了尋求連任的吳敦義。在2000年中華民國總統大選中，民進黨陳水扁在高雄市獲得將近四十萬票，脫離國民黨參選的前台灣省長宋楚瑜獲得將近二十六萬票，而國民黨連戰則獲得二十萬票。
而在2002年中華民國直轄市市長暨市議員選舉中，謝長廷則以將近兩萬五千票險勝國民黨提名的黃俊英，有驚無險連任成功，但民進黨在高雄市的支持率仍然逐漸上升。在2004年中華民國總統大選中，陳水扁則在高雄市取得五成六的票數，大幅領先連戰。
而在2006年中華民國直轄市市長暨市議員選舉中，國民黨提名之前與謝長廷競選市長落敗的黃俊英重披戰袍，民進黨提名前勞委會主委陳菊，台聯則派出了羅志明參選，此外保護台灣大聯盟的林志昇及與無黨籍的林景元亦參選，形成了五人競選高雄市長的場面。雖然扁政府爆出高捷弊案與陳水扁總統的假發票核銷案等因素，導致黃俊英表面上在民調中領先，但由於陳菊亦有一定的實力，高雄選情處於相當緊繃的狀態。最後，陳菊以一千多票，不足0.2個百分點之微幅差距險勝。在2008年中華民國立法委員選舉時，高雄市五席區域立委中，國民黨贏得三席，民進黨兩席。而在同年的2008年中華民國總統大選中，謝長廷的票數亦小幅落後馬英九。

#### 直轄市時期（大高雄市）
在2010年中華民國直轄市市長暨市議員選舉中，民進黨提名時任高雄市長陳菊參選連任，而在民進黨黨內初選中落敗的時任高雄縣長楊秋興則脫黨參選，國民黨則提名時任立委黃昭順。在競選過程中，陳菊在民調及聲勢上一直保持穩定領先，而楊秋興陣營則喊出「中道路線」，並獲親民黨主席宋楚瑜、前高雄縣長林淵源和眷村人士相挺。受到可能分散泛藍票源影響的黃昭順，則在選戰後期，與時任中華民國總統兼國民黨主席的馬英九喊出「棄楊保黃」。最後，陳菊以五成三得票率、過半票數當選，楊秋興、黃昭順則分別獲得兩成七及兩成餘的得票率。而在同日舉行的大高雄市議員選舉中，國民黨贏得二十九席，民進黨二十八席，親民黨一席，而其餘八席則由無黨派人士取得。
2011年高雄市第四選舉區立法委員缺額補選則由民進黨候選人林岱樺以高達七成的得票率當選。在2012年中華民國總統大選中，蔡英文在高雄市以五成三的得票率領先。而在同日舉行的2012年中華民國立法委員選舉中，高雄市九席區域立委中，民進黨贏得七席，國民黨兩席。
年2014年九合一選舉中，民進黨提名時任市長陳菊競選連任，國民黨則提名政務委員、前高雄縣長楊秋興捲土重來。然而楊秋興在退出民進黨後，與在泛綠時的言行相去甚遠，使得泛綠選票早已大量流失。而泛綠出身的背景，亦不獲得傳統泛藍支持者信任。使得選舉結果，陳菊以六成八，99萬票的得票高票當選，領先對手逾50萬票。
年2016年中華民國總統選舉，英仁配在高雄市以六成三的票數領先，朱玄配得票率兩成六，而宋瑩配亦有一成一的票數。而在同日舉行的立委選舉，民進黨提名的候選人在高雄市境內的九個選區均成功當選。
在2018年九合一選舉中，國民黨籍的候選人韓國瑜在最初不被看好的情況下，主打北漂議題，加上陳菊執政期間高雄市政府負債累累，萌生高雄市民對另一政黨的期待，三山（旗山、岡山及鳳山）造勢更是場場爆滿、座無虛席，最終韓國瑜奪下89.2萬票，以15萬票的差距勝過民進黨籍的候選人陳其邁，打破了民進黨過去在高雄市連續二十年（連同前高雄縣民進黨主政三十三年）不敗的神話。
在2020年中華民國總統選舉中，蔡英文在高雄市以超過六成二、近110萬票得票大幅領先國民黨候選人、時任高雄市長韓國瑜的三成四、61萬票，亦創下民進黨在高雄市的最高得票數。而在同日舉行的2020年中華民國立法委員選舉中，民進黨八名時任立委均成功當選連任
同年6月6日，時任市長韓國瑜遭93萬9090張同意票罷免，高雄市長的缺額於8月15日進行補選。結果由2018年選舉中落敗的陳其邁捲土重來，以破記錄的七成得票率，擊敗兩名時任市議員: 國民黨的李眉蓁及民眾黨的吳益政，民進黨重奪闊別一年半的大高雄市長寶座。
在2021年四大公投中，泛綠所主張的不同意，大勝泛藍所主張的同意20個百分比。（四項平均）
在2022年九合一選舉中，陳其邁以76萬票打敗柯志恩的52萬票順利連任，但無法超越陳菊在8年前的99萬票和韓國瑜4年前的89萬票，而柯志恩在歷屆國民黨高雄市長候選人中，也僅輸給2018年高雄市前市長韓國瑜。

## 屏東縣

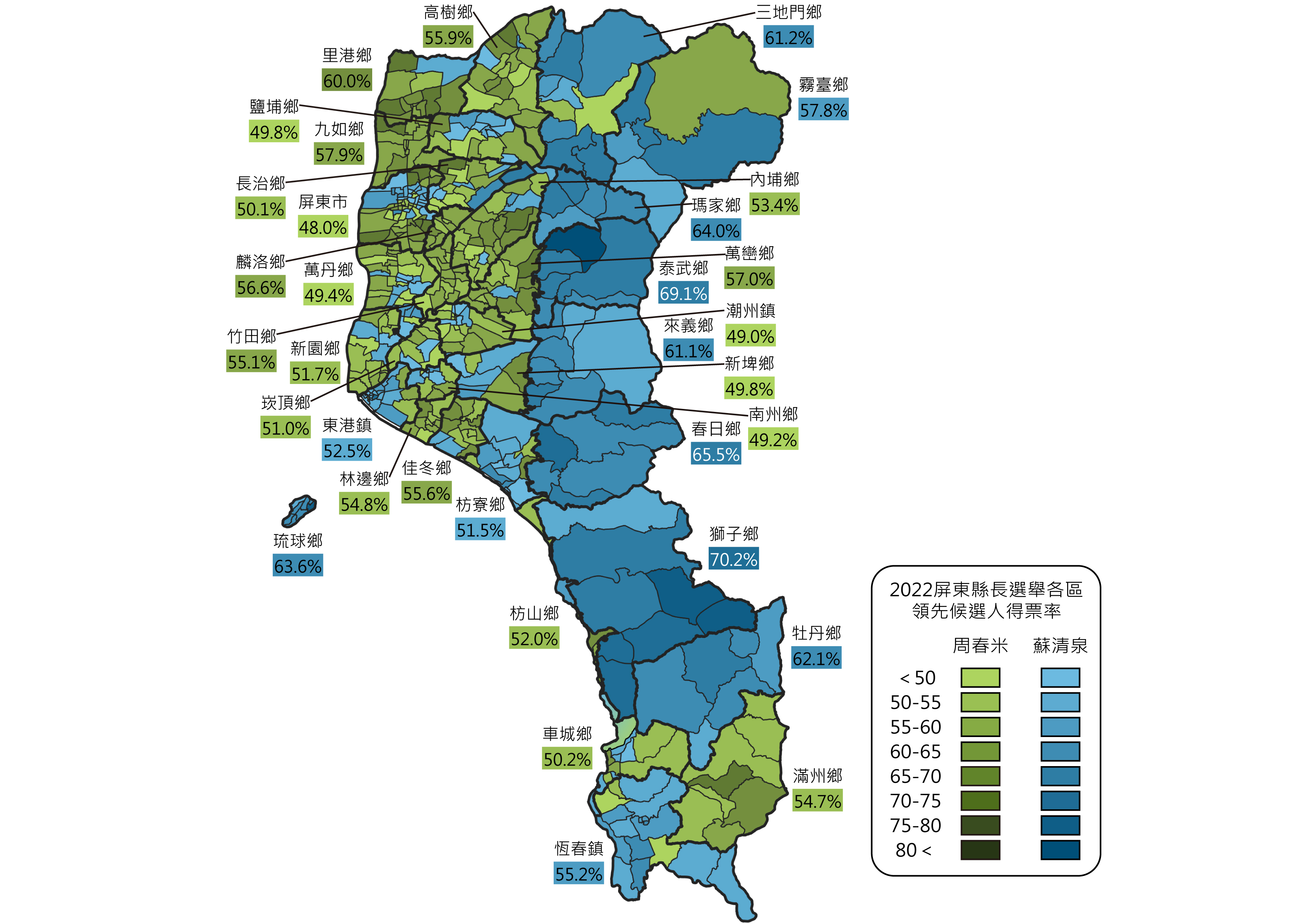
2022年屏東縣長選舉得票分布。

### 選民結構及政治勢力優勢區
屏東縣位於中華民國台灣島最南端，有國境之南之美稱，產業結構偏重農、漁業。本縣是綠營高優勢選區，就選民結構而言，泛綠領先泛藍十幾個百分點。就地域而言，全縣皆為綠營優勢區，尤其在九如擁有絕對優勢，里港、高樹、麟洛 、內埔、竹田、萬巒、萬丹、新園、東港、崁頂、南州、林邊、佳冬、枋山、車城為鐵票倉，而琉球、山地原民鄉為藍營優勢區。
屏東縣早年政治生態相當複雜，地方派系及黑道勢力盛行，一黨獨大的泛藍與張、林兩派均維持密切的關係。1977年五項公職選舉，批評時政的省議員邱連輝未獲國民黨提名，反而遭國民黨為了「封殺」他，提名同為客家籍的賴志榮參選。:402最終邱連輝與黨外合作自行參選，並高票當選。六堆的客家人因不滿國民黨打壓邱連輝也開始「綠化」。:4021980年代，黨外及泛綠迅速崛起，邱、蘇兩派更先後入主縣府，足以跟泛藍分庭抗禮。1990年代起，隨著民主政治的發展、泛綠勢力不斷發展壯大，派系、黑道的影響力已逐年下降。

### 歷年選情
屏東縣在1980年代以前，由於黨國威權的時代背景，均國民黨執政。1981年以黨外身份參選的邱連輝當選縣長以來，四任縣長均無法連任，屏東縣亦由黨外人士和繼承的民進黨及國民黨輪流執政。直到1997年民進黨提名的蘇嘉全當選縣長後，始於2001年成功連任，屏東縣也自此長期綠色執政。
在1981年中華民國縣市長選舉中，當時獲黨外支持的客家籍邱連輝在國民黨分化閩客關係下，以兩萬多票的差距擊敗國民黨候選人陳恆盛也成為首位客籍縣長。然而，在1985年中華民國縣市長選舉中，國民黨極力整合地方派系力量，推出張派的施孟雄與尋求連任的邱連輝展開競爭，最後由施孟雄勝出。
在1989年中華民國縣市長選舉中，蘇貞昌代表甫成立的民進黨參選，並以五成四的票數勝出。然而，在1993年中華民國縣市長選舉中，國民黨為了奪回失去的政權，提名省政府交通處長伍澤元，並整合派系力量且獲得黑道勢力支援。伍澤元亦在選戰中，以大量文宣攻擊尋求連任的蘇貞昌。最後，伍澤元以五成一的票數勝出。
在1997年中華民國縣市長選舉中，民進黨提名的蘇嘉全以五成五的票數擊敗國民黨提名的曾永權。蘇嘉全在2001年中華民國縣市長選舉中，亦以五成五的票數成功獲得連任。而在2004年中華民國總統大選中，陳水扁在屏東縣取得五成八的票數，大幅領先連戰。
2005年中華民國縣市長選舉時，民進黨提名時任立委的曹啟鴻、國民黨則提名時任屏東市長王進士，惟長年傾向泛藍之無盟立委蔡豪夫人宋麗華亦投入選舉，造成泛藍分裂，因此由曹啟鴻當選。在2008年中華民國立法委員選舉中，屏東縣三席區域立委中，民進黨贏得兩席，國民黨一席。而在同年的2008年中華民國總統大選中，謝長廷以過半票數在屏東縣險勝馬英九2490票。
在2009年中華民國縣市長選舉中，民進黨提名的曹啟鴻則以五成九的票數擊敗國民黨提名的周典論，順利連任。在2012年中華民國總統大選時，蔡英文在屏東縣以五成五的得票率領先。而在同日舉行的2012年中華民國立法委員選舉中，屏東縣三席區域立委中，民進黨贏得兩席，國民黨一席。
在2014年九合一選舉中，民進黨提名恆春地區立委潘孟安，國民黨則徵召政務委員簡太郎。在馬政府中央執政不力的情況下，潘氏以六成三，破三十萬票的得票當選，創下民進黨在屏東的新紀錄。
民主進步黨在屏東縣歷年最高得票率則在2016年中華民國總統大選，由英仁配以六成三的票數領先，朱玄配得票率二成七，而宋瑩配亦有一成的票數。而在同日舉行的立委選舉，民進黨提名的候選人在屏東縣內的三個選區均成功當選。
在2018年九合一選舉中，現任縣長潘孟安爭取連任，以五成六的得票率，約6萬餘票贏過國民黨籍的候選人蘇清泉。
在2021年四大公投中，泛綠所主張的不同意，大勝泛藍所主張的同意20個百分比。(四項平均)
在2022年九合一選舉中，民進黨提名周春米，贏過第二次參選的國民黨籍的候選人蘇清泉。

## 澎湖縣

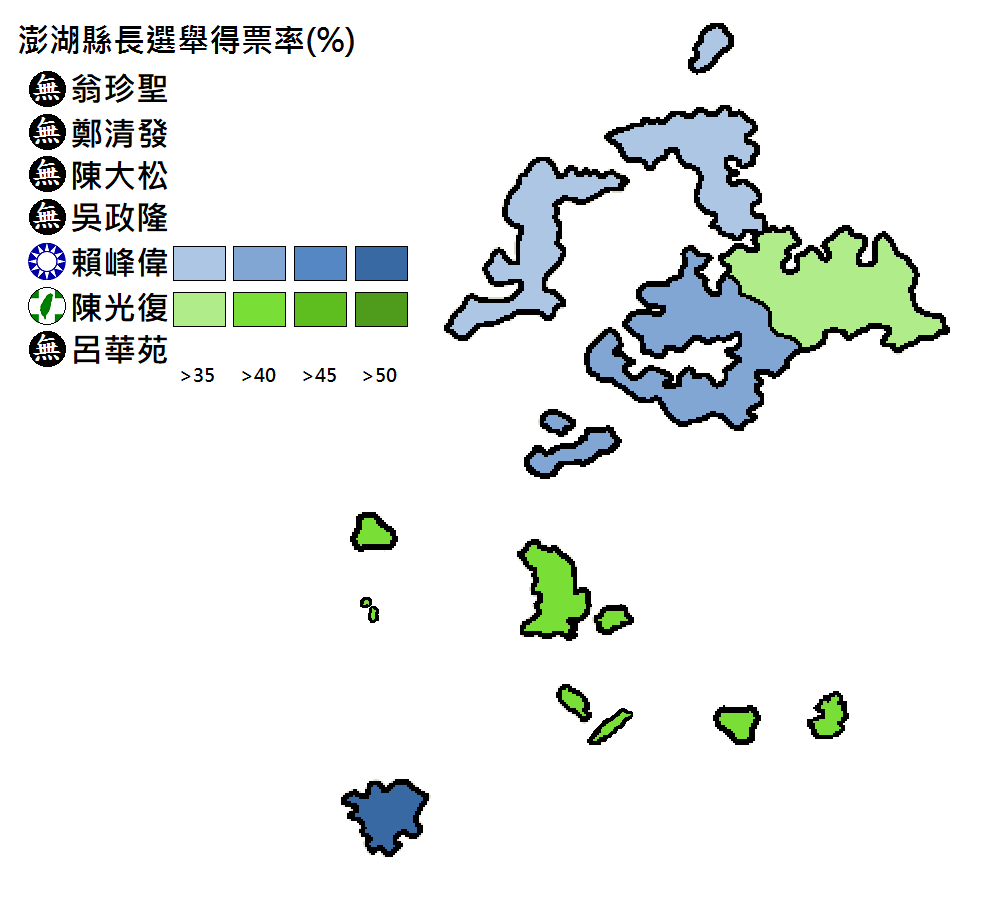
2018年澎湖縣長選舉得票分布

### 選民結構及政治勢力
澎湖縣是中華民國台灣省下轄唯一的離島縣，位於臺灣海峽上，由於縣內遍布天人菊，有「菊島」的美稱。由於地理、軍事位置極佳，自古以來便是各方爭奪的要地。然而，由於交通、及經濟因素，本縣長期面臨人口外移、高齡化等問題。本縣為藍略大於綠的地區，馬公為藍營優勢區、七美為藍營鐵票倉，湖西、望安為綠營優勢區，白沙、西嶼藍綠勢均力敵。
本縣早期地方派系，主要依縣治馬公市地理劃分為南、北兩派，以及其日後衍生的西蘭派、東許派、及許素葉系統。在戒嚴時期，由於澎湖特殊的政治及軍事環境，縣府長期由中華民國國軍背景的國民黨掌握，地方派系的影響力也因此受限。隨著1990年代末期台灣民主化，派系力量更進一步衰退，黨外力量也隨著崛起。而民進黨亦同時在澎湖迅速成長，票源逐年上揚，近期泛綠已能與泛藍分庭抗禮。自解除黨禁至今，本縣已歷經三次政黨輪替。

### 歷年選情
澎湖縣在1990年代以前，一直藍色執政。然而，在1993年初舉行的縣長補選中，民進黨提名的高植澎首次擊敗國民黨候選人鄭永發。高並於同年底的1993年中華民國縣市長選舉中，以近六成的票數，順利連任。
在1997年中華民國縣市長選舉中，國民黨提名的賴峰偉則以五千票之差，擊敗民進黨提名的許丕龍，並於2001年中華民國縣市長選舉中順利連任。在2004年中華民國總統大選中，連戰在澎湖縣僅領先陳水扁四百多票。
而在2005年中華民國縣市長暨縣市議員選舉中，國民黨提名的王乾發則以一千兩百票的微幅差距當選縣長，擊敗民進黨提名的陳光復。2008年中華民國立法委員選舉中，無盟在澎湖縣提名的林炳坤以五成一的票數當選。
同年的2008年中華民國總統大選中，馬英九則在澎湖囊括五成餘之票數。在2009年中華民國縣市長暨縣市議員選舉中，國民黨王乾發則以不足六百票之差險勝民進黨提名的蔡見興。
在2012年中華民國總統大選中，馬英九在澎湖縣以一千八百票的微幅差距領先蔡英文。而在同日舉行的2012年中華民國立法委員選舉中，民進黨提名的楊曜則以五成三的票數，擊敗無盟時任立委林炳坤，成為澎湖縣首位綠委。
2014年九合一選舉中，民進黨提名陳光復二度參選，國民黨則提名時任馬公市長蘇崑雄，由於蘇崑雄起步較晚，加上馬政府執政不力，蘇崑雄陷入落後。選舉結果，陳光復以五成五的得票當選。
在2016年中華民國總統大選，英仁配在澎湖縣以五成一的票數領先，朱玄配得票率兩成九，而宋瑩配亦有兩成的票數。而在同日舉行的立委選舉，民進黨的楊曜以五成五的票數當選連任。
2018年九合一選舉中，民進黨提名現任縣長陳光復連任失利，國民黨則提名前縣長賴峰偉以3,223之差順利當選。
2021年四大公投中，泛藍所主張的同意，約勝泛綠所主張的不同意8個百分比。(四項平均)
2022年九合一選舉中，國民黨提名現任縣長賴峰偉連任失利，民進黨則提名前縣長陳光復以1,696之差順利當選。

### 引用
1. ↑  .   [2010-09-15]. （原始内容存档于2007-10-14）.
2. ↑  北藍南綠的政黨版圖 （页面存档备份，存于），國政評論，內政組特約研究員 王業立，2001年12月11日。
3. ↑  台北更獨 ／南綠北藍 另有真相  （页面存档备份，存于），國政評論，林濁水，2007年11月20日。
4. 1 2 3 4 5 6 7 8  林清察 2006.
5. ↑  中選會資料庫網站 （页面存档备份，存于），行政院中央選舉委員會
6. 1 2  給馬英九謝長廷數選票 （页面存档备份，存于），開放雜誌
7. ↑  執政品質掛保證 綠色四縣市勝券在握 （页面存档备份，存于），新台灣新聞週刊，2005年11月10日
8. ↑  票倉也被嗆　總統掃街遇藍軍車隊 （页面存档备份，存于），TVBS 新聞
9. ↑  謝長廷：將退出政壇[永久]，大公報
10. 1 2  選情緊繃 黃俊英慎防淺綠者回籠　陳菊擔心再有意外 （页面存档备份，存于），中時電子報
11. ↑  國民黨小輸民進黨小贏 北高選舉對泛藍是警訊 （页面存档备份，存于），中國網
12. ↑  . 2025 台灣選舉地理-縣市選民結構篇：第三勢力的破壞效應.   [2025-07-05].
13. 1 2  吳芳銘 1996.
14. 1 2 3 4 5 6 7 8 9 10 11 12  王建民 2003.
15. ↑  「民主化、派系政治與公民社會─以嘉義縣的社區營造與「終結派系」為例」，《台灣民主季刊》第十卷，第二期 (2013年6月)：105-37
16. 1 2 3 4 5 6 7 8  劉寧顏 1993.
17. ↑  《嘉縣市》許家班強力護航 陳麗真大勝 （页面存档备份，存于），自由新聞
18. 1 2  終結派系？　泛綠與林派結合的關鍵性一役 （页面存档备份，存于），新台灣新聞週刊
19. 1 2 3  《嘉義縣志》＜卷四．政事志＞，陳淳斌、王明燦，嘉義縣政府文化處
20. 1 2 3 4 5 6 7 8 9 10 11 12 13 14 15 16 17 18 19 20 21 22 23 24 25 26 27 28 29 30 31 32 33 34 35 36 37 38 39 40 41 42 43 44 45 46 47 48 49 50 51 52 53 54 55 56 57 58 59 60 61 62 63 64 65 66 67 68 69 70 71 72 73 74 75 76 77 78  中選會資料庫網站，中央選舉委員會 （页面存档备份，存于）
21. 1 2 3 4 5 6  .   [2022-07-04]. （原始内容存档于2022-07-06）.
22. ↑  . 聯合報. 2022-07-05  [2023-10-10]. （原始内容存档于2023-01-26）.
23. ↑  . 聯合報. 2023-01-11  [2023-10-10]. （原始内容存档于2023-01-26）.
24. ↑  . 民視新聞網. 2023-01-09  [2023-10-10]. （原始内容存档于2023-04-25）.
25. ↑  . 聯合報. 2022-12-27  [2023-10-10]. （原始内容存档于2023-01-26）.
26. ↑  . 自由時報. 2022-11-28  [2023-10-10]. （原始内容存档于2023-01-26）.
27. ↑  . 聯合報. 2023-01-08  [2023-10-10]. （原始内容存档于2023-02-01）.
28. 1 2 3 4 5 6 7  羅暐勝 2006.
29. ↑  鄭光宏、鄭緯武、林宏聰. . 台北市: 中時電子報. 2010-11-12  [2011-02-21] （中文（臺灣））.[永久]
30. 1 2 3  泛綠雲嘉南佔優勢 泛藍農業政策影響待觀察 （页面存档备份，存于），中央通訊社
31. 1 2  . 台北市: 國立台灣歷史博物館.   [2011-02-12]. （原始内容存档于2016-03-04） （中文（臺灣））.
32. ↑  古樓 2006.
33. ↑  嘉市選舉戰報：蕭家班百足之蟲 張博雅穿梭藍綠 （页面存档备份，存于），新新聞
34. 1 2 3  鄭功宇 2010.
35. ↑  . 台北市: 泛綠.   [2011-02-16]. （原始内容存档于2011-12-19） （中文（臺灣））.
36. 1 2 3  許家班不同調 張文英挺綠 張博雅挺藍 （页面存档备份，存于），大紀元
37. ↑  朝野易位攻防 指標性縣市各有斬獲 （页面存档备份，存于），新台灣新聞週刊
38. ↑  《嘉縣市》許家班強力護航 陳麗真大勝 （页面存档备份，存于），
39. 1 2  嘉市 許家班 壓倒陳麗貞 （页面存档备份，存于），聯合晚報
40. ↑  嘉義市立委補選　江義雄當選 （页面存档备份，存于），台灣年鑑
41. ↑  嘉義縣市》「我們為台灣人守住嘉義了」 （页面存档备份，存于），聯合報
42. ↑  「台南縣市合併改制作業小組」[永久]，台南市政府
43. ↑  府城都心之旅 （页面存档备份，存于），公共電視
44. ↑  府城風光　台南古蹟巡禮 （页面存档备份，存于），發現台灣
45. 1 2 3  執政品質掛保證 綠色四縣市勝券在握 （页面存档备份，存于），新台灣新聞週刊，2005年11月10日
46. 1 2  《台南縣派系興起與政黨政治的確立》，陳延輝、蕭晉源，2005年，秀威資訊出版社。
47. 1 2 3 4 5 6 7 8 9 10 11 12  《中華民國選舉概況》，中央選舉委員會[]
48. ↑  《台南市方派系與權力結構》 （页面存档备份，存于），王建民，2003年。
49. 1 2  第十二屆縣市長選舉 （页面存档备份，存于），選舉研究中心
50. ↑  陳唐山：蘇嘉全主動找我選 Archive.today的存檔，存档日期2013-04-29，世界新聞網
51. ↑  南縣》扁光環 還罩得住故鄉嗎？ （页面存档备份，存于），聯合新聞網
52. ↑  台南縣／蘇煥智 勉強贏得連任[永久]，自由時報電子報
53. ↑  北台撐起藍天 綠色執政警訊 （页面存档备份，存于），自由時報電子報
54. ↑  南縣市》蘇煥智、許添財連任之路小波瀾 （页面存档备份，存于），聯合新聞網
55. ↑  高雄縣市合併改制後之「高雄市」，其定位為新成立之直轄市[永久]，高雄縣市合併專屬網站
56. ↑  票倉也被嗆　總統掃街遇泛藍車隊 （页面存档备份，存于），TVBS 新聞
57. 1 2  選舉回顧 2002 北高市長選舉 （页面存档备份，存于），聯合新聞網
58. ↑  港都民風特殊 南區藍軍覆沒 （页面存档备份，存于），自由時報
59. ↑  撼動高雄派系生態紅派快玩完了 （页面存档备份，存于），新新聞
60. ↑  高雄市歷任市長 （页面存档备份，存于），高雄市文獻委員會
61. ↑  北市郝龍斌勝選 高市陳菊險勝 （页面存档备份，存于），聯合新聞網
62. 1 2  立委拚五十席 阿扁運籌帷幄[永久]，新台灣新聞週刊
63. ↑  高雄縣地方派系之研究 （页面存档备份，存于），卓政防，國立中山大學
64. ↑  余家班 （页面存档备份，存于），世界新聞網
65. ↑  劉頂順 2001.
66. ↑  林文斌 2010.
67. 1 2  台灣省各縣市實施地方自治綱要 （页面存档备份，存于），台灣大百科全書
68. ↑  1994年的台北、高雄市長選舉 （页面存档备份，存于），中國社會科學院台灣研究所
69. 1 2  1998年的台北、高雄市長選舉 （页面存档备份，存于），中國社會科學院台灣研究所
70. ↑  高雄市爭霸 （页面存档备份，存于），聯合新聞網
71. 1 2 3  高雄市／棄保沒「酵」 秋順相加 難敵菊 （页面存档备份，存于），聯合報
72. 1 2  何來美著. . 臺北: 聯經出版. 2017年2月初版. ISBN 978-957-08-4867-0.
73. 1 2  屏東縣長選舉 曹啟鴻看好度勝王 （页面存档备份，存于），自由電子報
74. ↑  當時國民黨屏東縣黨部為了幫陳恒盛助選，甚至發出分化閩客關係的傳單。聲稱「客人與福佬人的比例，是六堆比二十五堆，而民主政治就是『少數服從多數，多數尊重少數』的意思，所以由福佬人做縣長，才是應該」，更稱「為了子孫的幸福，為了避免『主人變客人，客人變主人』的後果，希望大家團結，拼命維護福佬人做縣長的傳統」。陳恒盛陣營甚至把縣長之爭視為福佬香火是否能延續的決戰，在選戰後期更散發大幅傳單以斗大標題寫「維護三十年傳統，延續閩南香火！福佬鄉親要團結，團結真有力量！」，並稱「什麼是香火？香火就是一脈相傳，不能中斷的血緣，...多少年來在咱血脈中的香火，由福佬的縣長一代一代交代下來了，咱就忍心將他斷送呢？假使這束香火斷送在咱一代的手中，不但對不起千百代的祖先，更對不起億萬代的後代...」，陳恒盛本人和聘自臺北的助講員李勝峰在政見發表會上演講時，也一再強調客家人十分團結，閩南人也應團結支持閩南人、以及客家人在屏東縣是少數民族，怎能讓少數人領導縣政。見〈屏東縣黨部分化閩客團結〉，趙健，《縱橫》月刊，第二卷第四期。1981年8月12日。臺北：縱橫月刊雜誌社。頁53-54、〈邱連輝的敵人在那裏？〉，《亞洲人》週刊，總號第七十七號。1985年8月3-9日。臺北：八十年代出版社。頁32-33。
75. ↑  伍澤元二度會見施明德　蘇貞昌堅持道歉才願泯恩仇，楊和倫‧沈國屏
76. ↑  人口高齡化，社會福利大挑戰 （页面存档备份，存于），外交部 NGO 國際事務會

### 研究論文
- 羅暐勝. . 國立政治大學政治學碩士論文 (台北市: 國立政治大學). 2006 （中文（臺灣））.
- 鄭功宇. . 南華大學公共行政研究所碩士論文 (嘉義縣: 南華大學). 2010年6月 （中文（臺灣））.
- 吳芳銘. . 國立中正大學政治學研究所碩士論文. 1996  [2014-12-18]. （原始内容存档于2021-01-05） （中文（臺灣））.

- 劉頂順. . 臺南師範學院鄉土文化研究所碩士論文. 2001  [2013-05-04]. （原始内容存档于2014-12-15） （中文（臺灣））.
- 林文斌. . 2010年地方自治新局的開創與展望研討會會議論文. 2010  [2014-12-18]. （原始内容存档于2020-12-01） （中文（臺灣））.

### 書目
- 劉寧顏. . ＜卷八．職官志第一冊-文職表篇＞ (臺灣省文獻委員會). 1993年 （中文（臺灣））.
- 《中華民國在臺灣的政治變遷》，國立編譯館
- 林清察. . 秀威資訊科技. 2006-05-15. ISBN 978-986-708-044-8 （中文（臺灣））.
- 王建民. . 全国台湾研究会 编 (北京: 九州出版社). 2003-09-01. ISBN 780-114-935-1 （中文（中国大陆））.
- 古樓. . 台北市: 女書文化. 2006年6月. ISBN 957-823-361-2 （中文（臺灣））.

### 外部連結
- 中央選舉委員會選舉資料庫